# The Remix (Lady Gaga)
The Remix è il primo album di remix della cantante statunitense Lady Gaga, pubblicato il 10 marzo 2010 dalla Interscope Records.
Al 2018 The Remix ha venduto più di 315 000 copie negli Stati Uniti imponendosi in vetta alla classifica della Grecia ed entrando nelle prime dieci posizioni di Giappone (nel quale è stato certificato disco di platino), Belgio (Fiandre e Vallonia), Regno Unito, Messico e Nuova Zelanda.

## Descrizione
Inizialmente uscito solo in Giappone, il CD contiene svariati remix di tutti i singoli estratti dall'album The Fame e dall'EP The Fame Monster. Il 15 aprile 2010 fu annunciato che una nuova edizione per il mercato internazionale sarebbe stata pubblicata a maggio. L'edizione internazionale è completamente differente da quella giapponese, con cui ha solo sette remix in comune, e contiene anche remix inediti di canzoni non estratte singoli, come ad esempio Boys Boys Boys, The Fame, Dance in the Dark, aggiungendo anche il remix di Alejandro. All'album collaborano artisti del calibro internazionale come i Pet Shop Boys, Passion Pit e Marilyn Manson.

## Copertina
La copertina destinata alla edizione giapponese presenta l'immagine di Lady Gaga nuda, scattata nel 2009 dal fotografo David LaChapelle, coperta solo da dei pezzi di giornale che contengono parole come "Allarme", "Star" e "Segreti". Sul corpo di Gaga sono presenti tagli e graffi mentre nella parte sinistra della copertina si trova una scritta bianca, con gli stessi caratteri della scritta The Fame Monster, che dice "Lady Gaga - The Remix".
L'altra versione della copertina presenta invece Lady Gaga con una parrucca ricciola rosa ed un bizzarro cappello che le copre un occhio.

## Accoglienza
| Recensione           | Giudizio |
| -------------------- | -------- |
| AllMusic             |          |
| Bloomberg Television |          |
| Daily Express        |          |
| Digital Spy          | Positivo |
| The Globe and Mail   | Positivo |

The Remix ha ricevuto pareri misti da parte della critica specializzata, con Metacritic che riporta un punteggio di 54 su 100.
Simon Cage di Daily Express ha assegnato all'album un buon giudizio, valutandolo con tre su cinque stelle e osservando che Gaga «ha uno stile affascinante con cappelli pomposi ma il suo vero talento è la capacità di vendere addirittura lo stesso album continuamente. [...] È magnifico ma... già abbastanza!». Il critico musicale J. D. Considine, in una recensione dell'album per la rivista The Globe and Mail, ha elogiato l'esecuzione pianistica e vocale del brano Poker Face e ha commentato: «il brano più brillante del suo nuovissimo album di remix - il suo secondo album di questo tipo in nove mesi - non è affatto un remix, ma una disadorna versione al piano e vocale di Poker Face che mette in evidenza il suo intimo Elton John. E sì, anche questa mossa è probabilmente solo un'altra piccola manovra calcolata per l'immagine pubblica, ma che non ne sminuisce la bellezza». Matthew Richardson di Prefix Magazine ha analizzato il remix di Alejandro prodotto da The Sound of Arrows e ha scritto che il gruppo «ha pubblicato del materiale in una sequenza noiosa, ma la qualità è stata tale che la gente vi getta ancora attenzione. Mentre noi tutti aspettiamo che il loro album venga pubblicato, si spera un giorno, prima che il mondo finisca, il remix di Alejandro creato dal duo è divenuto recentemente un successo. L'aridità di musica house è finita, per adesso».

## Tracce

### Edizione giapponese
1. Just Dance (Space Cowboy Remix) – 5:02
2. Just Dance (RedOne Remix) – 4:20
3. Poker Face (Space Cowboy Remix) – 4:55
4. Poker Face (LLG vs. GLG Radio Mix) – 4:03
5. Eh, Eh (Nothing Else I Can Say) (Electric Piano and Human Beat Box Version) – 3:04
6. Eh, Eh (Nothing Else I Can Say) (Pet Shop Boys Radio Remix) – 2:50
7. LoveGame (Space Cowboy Remix) – 3:21
8. LoveGame (feat. Marilyn Manson) (Chew Fu Ghettohouse Fix) – 5:21
9. Paparazzi (Yuksek Remix) – 4:48
10. Paparazzi (Stuart Price Remix) – 3:20
11. Bad Romance (Skrillex Radio Remix) – 4:24
12. Bad Romance (Starsmith Remix) – 4:57
13. Bad Romance (Kaskade Main Remix) – 4:22
14. Telephone (Alphabeat Remix) – 4:50
15. Telephone (Passion Pit Remix) – 5:14
16. Telephone (Crookers Vocal Remix) – 4:50

### Edizione internazionale
1. Just Dance (Richard Vission Remix) – 6:14
2. Poker Face (LLG vs GLG Radio Mix) – 4:02
3. LoveGame (feat. Marilyn Manson) (Chew Fu Ghettohouse Mix) – 5:20
4. Eh, Eh (Nothing Else I Can Say) (FrankMuzik Remix) – 3:48
5. Paparazzi (Stuart Price Remix) – 3:20
6. Boys Boys Boys (Manhattan Clique Remix) – 6:36
7. The Fame (Glam as You Remix) – 3:56
8. Bad Romance (Starsmith Remix) – 4:56
9. Telephone (Passion Pit Remix) – 5:13
10. Alejandro (The Sound of Arrows Remix) – 3:58
11. Dance in the Dark (Monarchy 'Stylites' Remix) – 6:10
12. Just Dance (Deewaan Remix) – 4:16
13. LoveGame (Robot to Mars Remix) – 3:13
14. Eh, Eh (Nothing Else I Can Say) (Pet Shop Boys Remix) – 2:49
15. Poker Face (Live from the Cherrytree House) – 3:38
16. Bad Romance (Grum Remix) – 4:50
17. Telephone (Alphabeat Remix) – 4:48

## Classifiche

### Classifiche settimanali
| Classifica (2010)              | Posizione massima |
| ------------------------------ | ----------------- |
| Australia                      | 12                |
| Belgio (Fiandre)               | 3                 |
| Belgio (Vallonia)              | 6                 |
| Brasile                        | 10                |
| Canada                         | 5                 |
| Europa                         | 7                 |
| Finlandia                      | 17                |
| Francia                        | 19                |
| Giappone                       | 7                 |
| Irlanda                        | 10                |
| Italia                         | 22                |
| Messico                        | 5                 |
| Nuova Zelanda                  | 9                 |
| Paesi Bassi                    | 36                |
| Polonia                        | 13                |
| Regno Unito                    | 3                 |
| Repubblica Ceca                | 7                 |
| Russia                         | 11                |
| Spagna                         | 12                |
| Stati Uniti                    | 6                 |
| Stati Uniti (dance/electronic) | 1                 |
| Svezia                         | 40                |
| Ungheria                       | 29                |

### Classifiche di fine anno
| Classifica (2010)              | Posizione |
| ------------------------------ | --------- |
| Belgio (Fiandre)               | 56        |
| Belgio (Vallonia)              | 59        |
| Canada                         | 47        |
| Giappone                       | 41        |
| Stati Uniti (dance/electronic) | 5         |

## Date di pubblicazione
| Paese       | Data di pubblicazione | Formato               | Etichetta       |
| ----------- | --------------------- | --------------------- | --------------- |
| Giappone    | 10 marzo 2010         | CD, download digitale | Universal Music |
| Regno Unito | 3 maggio 2010         | CD, download digitale | Polydor         |
| Italia      | 4 maggio 2010         | CD, download digitale | Polydor         |